# Robot 17
Robot 17, också kallad SAAB HSDS på vapenmarknaden, är en svensk sjömålsrobot med mycket god precision, ämnad att verka från land eller fartyg mot andra mål på vatten eller land. HSDS är en förkortning på Hellfire Shore Defence System. Norge använder också systemet.
I grunden är det den amerikanska pansarvärnsroboten AGM-114C Hellfire som vidareutvecklats av Bofors. 
Systemet ingår i Amfibiekåren (AMF), som använder snabbgående stridsbåtar för att transportera den mellan land och öar, varefter avstigna soldater sedan snabbt kan placera roboten och göra den skjutklar. Genom att på så vis skapa ett rörligt och oförutsägbart hot från sjömålsrobotar längs den svenska kusten hoppas Försvarsmakten kunna "försvåra för en motståndare att ta sig in med fartyg i den svenska skärgården eller hamnar".
Under Rysslands invasion av Ukraina meddelas i juni 2022 att Sverige bistår Ukraina med Robot 17 på deras begäran.